# Santuario di Nostra Signora degli Angeli
Il santuario di Nostra Signora degli Angeli è un luogo di culto cattolico situato nel comune di Arcola, in via Giuseppe Garibaldi, in provincia della Spezia. 

L'edificio sorge sulla sommità del colle dell'antico borgo in posizione panoramica sulla piana in cui il fiume Vara confluisce nel Magra. 
La chiesa è sede della parrocchia omonima del vicariato della Media Val di Magra della diocesi della Spezia-Sarzana-Brugnato.

## Storia

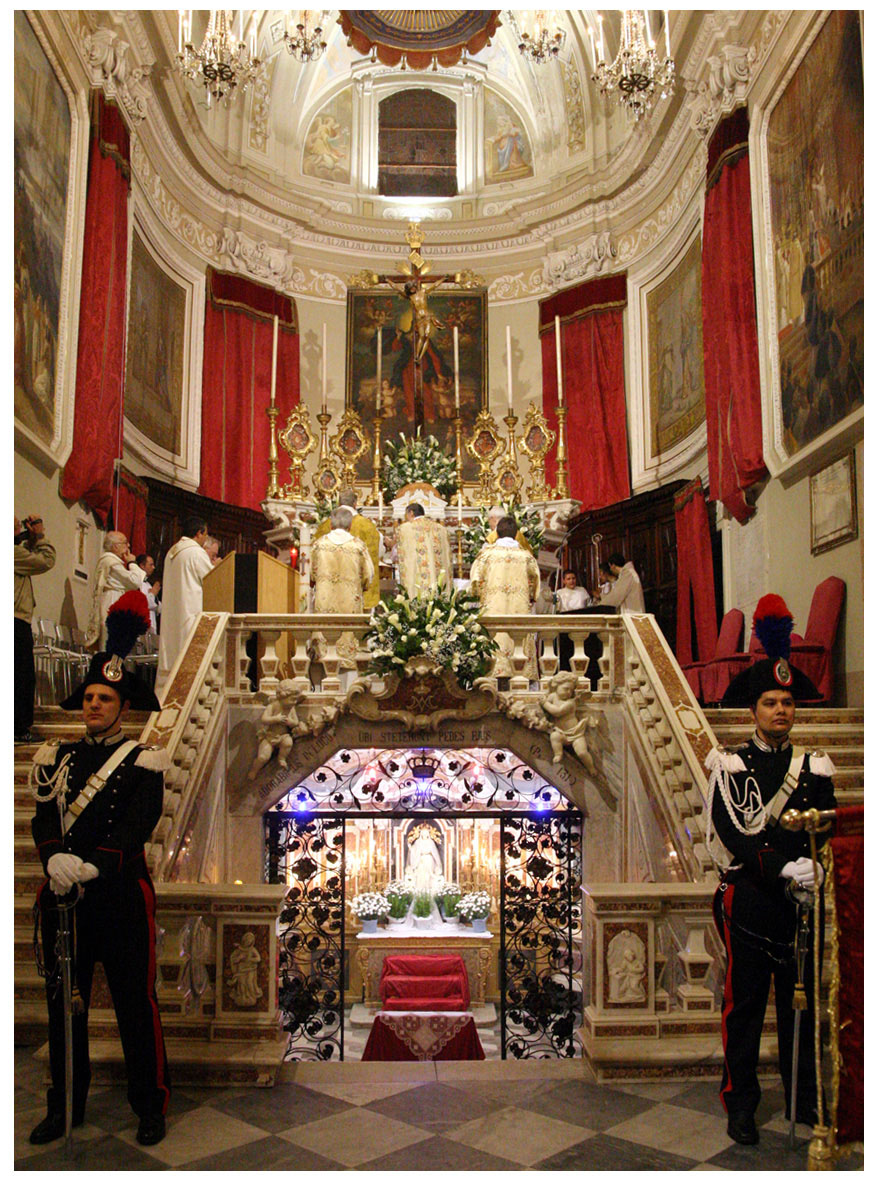
Particolare della cerimonia della ricorrenza del centenario dell'Incoronazione (maggio 2010).

### L'apparizione
Le cinque sorelle Barbara, Camilla, Elisabetta, Catarinetta ed Angela, (figlie di Baldassarre Fiamberti e Margherita Blasio) in compagnia dei genitori e dei fratelli originari di Arcola, al termine della messa di Pentecoste del 21 maggio 1566, celebrata nella pieve dei Santi Stefano e Margherita di Baccano, dal sacerdote don Giacomo Picedi, si recarono presso la loro campagna. Al suono della campanella dell'oratorio degli Olivetani, le fanciulle interruppero i loro giochi per raccogliersi in preghiera recitando il Rosario, e quando giunsero alla recita dell'Angelus, apparve a loro nella località di Carbonara, sopra l'unica pianta verde, una pianta di rosmarino, una "Signora avvolta in una nuvola luminosa affiancata da due Angeli". Secondo la ricostruzione, Maria disse loro tranquillizzandole: "Non temete, o figlie, io sono Maria, la Madre di Gesù Cristo, la Regina degli Angeli". Il popolo edificò sul luogo della apparizione un santuario. Nella visita apostolica, fatta nel 1584, solo 28 anni dopo l'apparizione, da Angelo Peruzzi, vescovo di Sarsina, si rileva dall'archivio parrocchiale:
I lavori per la costruzione della chiesa iniziarono nello stesso 1556 per concludersi nel 1558; il titolo di patrona della comunità di Arcola venne concesso dalla Repubblica di Genova poco dopo.
Nel 1854, gli arcolani, la magistratura e le confraternite organizzarono una processione solenne con la statua di Nostra Signora degli Angeli per invocare la Sua protezione contro un'epidemia di colera, che mieteva migliaia di vittime in tutta Italia, anche intorno ad Arcola. Arcola non subì morti a causa di tale contagio.
Un documento del sacerdote don Alessandro Centi, disponibile negli archivi della parrocchia, attesta che il 19 maggio 1910 alle ore 3:20 di notte un incendio doloso distrusse la chiesa, lasciando però intatta la statua che si trovava nell'altare maggiore e il fine velo bianco e azzurro di tulle che la avvolgeva.
L'incoronazione ufficiale avvenne il 16 maggio 1910 per le mani del cardinal Pietro Maffi, arcivescovo di Pisa.

## Descrizione

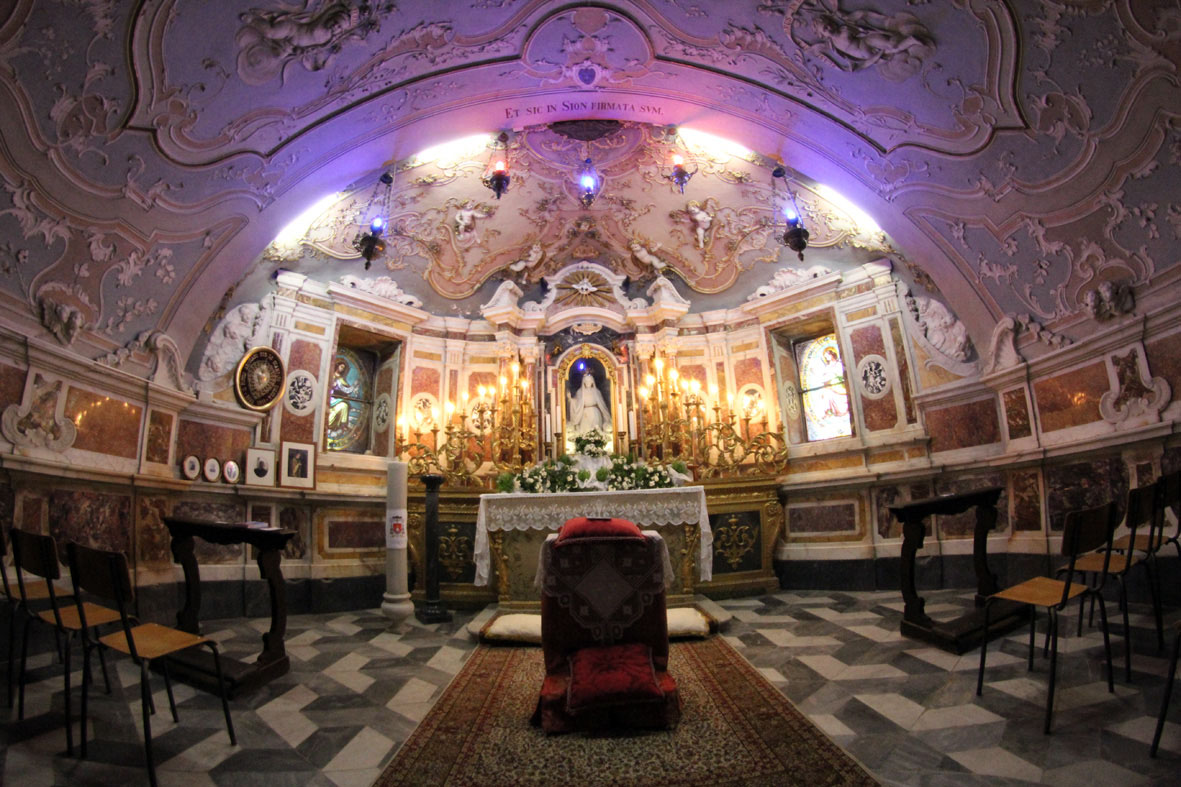
Il luogo dell'apparizione,
sotto l'altare maggiore del santuario

La struttura architettonica della chiesa è caratterizzata da tre navate, separate da colonne di ordine ionico. Sotto al presbiterio è la cappella dell'Apparizione.
All'interno, oltre ad un gran numero di ex voto, è conservata la statua che raffigura la Vergine Maria, opera dello scultore Battista Orsolini di Carrara eseguita nel 1624. Dietro l'altare maggiore sono due affreschi di Luigi Agretti, del 1911: l'Apparizione della Vergine alle cinque sorelle e l'Incoronazione.
Presso la cappella del Santissimo Rosario, a sinistra dell'altare maggiore, sono esposte la statua lignea dello scultore Pietro Gavè, aiutato da Mastro Mario Cabano i Massa e una tela di Andrea Podenzana del 1688. Del pittore spezzino Giambattista Casoni, del XVII secolo, sono le opere dell'Annunciazione e La croce e le pie donne.
L'organo della pistoiese ditta Tronci è del 1799.